# Iwan Alexandrowitsch Schtyl
Iwan Alexandrowitsch Schtyl (russisch Иван Александрович Штыль; * 8. Juni 1986 in Komsomolsk am Amur, Russische SFSR, Sowjetunion) ist ein russischer Kanute, 14-maliger Weltmeister und 10-maliger Europameister.

## Sportliche Karriere
Bei den Olympischen Sommerspielen 2012 in London gewann Schtyl eine Bronzemedaille im Einer-Canadier über 200 m hinter Jurij Tscheban und Jevgenijus Šuklinas. Nachdem Šuklinas wegen Dopings disqualifiziert worden war, erhielt Schtyl nachträglich die Silbermedaille.
Von 2006 bis 2017 gewann Schtyl bei den Kanu-Weltmeisterschaften 14 Gold- und 6 Silbermedaillen. Zudem wurde er zehn Mal Europameister.
Schtyl ist mehrfacher russischer Meister.

## Privates
Iwan Schtyl wohnt in Wladiwostok.

## Auszeichnungen (Auswahl)
- 2006:  Verdienter Meister des Sports Russlands[5]
- 2012:  Medaille des Ordens für die Verdienste für das Vaterland II. Klasse[7][5]
- 2013:  Ehrenurkunde des Präsidenten der Russischen Föderation[8][5]